# Adam Orth

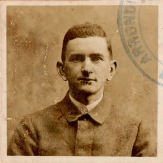
Adam Orth (1920er Jahre)

Adam Orth (* 3. Januar 1890 in Bornheim; † 29. Mai 1978 in Landau in der Pfalz) war ein deutscher Musiklehrer für Zupfinstrumente und Komponist. Er hinterließ rund 72 Kompositionen für Mandolinen- und Zitherorchester, darunter auch drei Singspiele, die Elemente der Operette und des Bauerntheaters vereinen.

## Leben und Wirken

### Herkunft und Ausbildung
Adam Orth wurde als drittes und letztes Kind in einer armen Korbmacherfamilie in Bornheim bei Landau in der Pfalz geboren. In der Kindheit spielte er Okarina. Aufgrund der Armut seiner Familie hatte er anfangs keinen Zugang zu einem eigenen Musikinstrument oder Musikunterricht.
1905 wurde ihm bei einer Tanzveranstaltung von einem „fahrenden Sänger“ eine Geige geschenkt. Danach erhielt er drei Jahre Geigenunterricht. Orth erlernte weitere Instrumente autodidaktisch, darunter Zither, Gitarre, Mandoline, Laute und Akkordeon.

### Musikalische Laufbahn
Nach dem Ersten Weltkrieg stellte Orth 1919 eine kleine Kapelle zusammen, die vorwiegend Schlager bei Tanzveranstaltungen spielte. Seine ersten eigenen Kompositionen entstanden in dieser Zeit. Ab 1920 unterrichtete er Schüler in Mandoline, Gitarre und Zither. Nach der Gründung des Mandolinenorchesters „Edelweiß“ im Nachbarort Offenbach im Jahr 1921 übernahm Orth bis 1927 dessen musikalische Leitung.
Als 1925 der Zither- und Mandolinenclub „Pelikan“ in Billigheim gegründet wurde, wurde Orth, der mittlerweile nach Landau in der Pfalz umgezogen war, als musikalischen Leiter verpflichtet. Er leitete den Verein bis zu seinem Tod 1978. 
In den 1920er Jahren wuchsen die Zupforchester in den Dörfern rund um Orths Heimat. Dies führte dazu, dass der Reichsmusikverband für Mandolinen in Landau eine Bezirksgruppe B als Fachverband innerhalb der Reichsmusikkammer bildete. Orth wurde einstimmig zum Bezirksdirigenten ernannt.
Orth übernahm die musikalische Leitung mehrerer Zupforchester, darunter den Musik- und Wanderclub „Rietania“ Rhodt, das „Mandolinenorchester“ Landau, das Mandolinenorchester „Amicitia“ Landau, den Mandolinen-Verein „Geselligkeit“ Impflingen, den Mandolinenverein Nußdorf, die Spielvereinigung e.V. Rohrbach/Pfalz sowie den Zitherclub „Pfälzerland“ in Landau, bei dem er seine zukünftige Frau kennenlernte. Er unterrichtete zudem Mandoline und Laute am Institut der Englischen Fräulein in Landau in der Pfalz (Höhere Mädchenschule und Mädchenlyzeum). Bis zum Ausbruch des Zweiten Weltkrieges erteilte er außerdem Privatunterricht.
Nach dem Zweiten Weltkrieg entstand in Billigheim aus dem Zither- und Mandolinenclub „Pelikan“ die Billigheimer Volksmusik als Unterordnung des Männergesangvereins Billigheim e.V.  Orth übernahm erneut die musikalische Ausbildung, von der unzählige Schüler des gesamten Klingbachtals profitierten. In dieser Zeit komponierte er drei Singspiele, in denen er „Billigheimer“ bzw. „Pfälzer Originale“ in Szene setzte. Alle Aufführungen wurden von frenetischem Beifall begleitet. Sein bekanntestes Werk, die Purzelmarktoperette, lehnt sich an das älteste Volksfest in der Pfalz an, den Billigheimer Purzelmarkt. Besonders das Lied „Komm mit zum Purzelmarkt“ fand großen Anklang. Alle Lieder der Purzelmarktoperette wurden 1976 vom ASR-Studio Schifferstadt aufgenommen.

### Geheimschrift
Neben dem Komponieren von Musikstücken in volkstümlicher und romantischer Art, entwickelte Orth auch eine eigene Schreibschrift (sogenannte „Geheimschrift“ in Form einer Featuralschrift), die phonetisch in lateinischer Schreibschrift nachvollziehbar ist. Die meisten seiner Tagebücher (1930 bis 1938) sind in dieser Schriftform verfasst.

## Werke
Adam Orth hinterließ rund 72 Musikstücke für Zupfinstrumente, darunter Ländler, Rheinländer, Polkas, Walzer, Märsche, Konzertfantasien und Lieder. Zudem schrieb er drei Singspiele, die vor allem Elemente der Operette und des Bauerntheaters vereinen:
- Purzelmarktoperette (Das Gasthaus zum Pelikan) – 4 Akte
- Pfälzer Mädel (Die Liebesbank im Pfälzer Wald) – 3 Akte[8]
- Filmzauber – 3 Akte[9]

## Ehrungen
- 1932: Auszeichnung durch den Südpfälzischen Verband für Zupfmusik, Sitz in Landau – Pfalz[10]
- 1967: Verleihung der Purzelmarktplakette der Gemeinde Billigheim[11]
- 1980: Die Gemeinde Billigheim-Ingenheim würdigte Orths kulturelles Wirken, indem sie die „Adam-Orth-Straße“ in Billigheim nach ihm benannte.[12]